# Tianying
Tianying is een stad in de oostelijke provincie Anhui, Volksrepubliek China. Tianying maakt deel uit van het bestuurlijke gebied van Jieshou en heeft 26.095 inwoners.
Volgens het Blacksmith Institute is Tianying een van de 10 meest vervuilde steden ter wereld. De vervuiling wordt met name veroorzaakt door de winning en verwerking van lood.